# ABHD12B
ABHD12B (англ. Abhydrolase domain containing 12B) – білок, який кодується однойменним геном, розташованим у людей на 14-й хромосомі. Довжина поліпептидного ланцюга білка становить 362 амінокислот, а молекулярна маса — 40 776.
| 10         |  | 20         |  | 30         |  | 40         |  | 50         |
| ---------- |  | ---------- |  | ---------- |  | ---------- |  | ---------- |
| MDAQDCQAAA |  | SPEPPGPPAR |  | SCVAAWWDMV |  | DRNLRYFPHS |  | CSMLGRKIAA |
| LYDSFTSKSL |  | KEHVFLPLID |  | MLIYFNFFKA |  | PFLVDLKKPE |  | LKIPHTVNFY |
| LRVEPGVMLG |  | IWHTVPSCRG |  | EDAKGKDCCW |  | YEAALRDGNP |  | IIVYLHGSAE |
| HRAASHRLKL |  | VKVLSDGGFH |  | VLSVDYRGFG |  | DSTGKPTEEG |  | LTTDAICVYE |
| WTKARSGITP |  | VCLWGHSLGT |  | GVATNAAKVL |  | EEKGCPVDAI |  | VLEAPFTNMW |
| VASINYPLLK |  | IYRNIPGFLR |  | TLMDALRKDK |  | IIFPNDENVK |  | FLSSPLLILH |
| GEDDRTVPLE |  | YGKKLYEIAR |  | NAYRNKERVK |  | MVIFPPGFQH |  | NLLCKSPTLL |
| ITVRDFLSKQ |  | WS         |  |            |  |            |  |            |

A: Аланін

C: Цистеїн

D: Аспарагінова кислота

E: Глутамінова кислота

F: Фенілаланін

G: Гліцин

H: Гістидин

I: Ізолейцин

K: Лізин

L: Лейцин

M: Метіонін

N: Аспарагін

P: Пролін

Q: Глутамін

R: Аргінін

S: Серин

T: Треонін

V: Валін

W: Триптофан

Кодований геном білок за функцією належить до гідролаз. 
Задіяний у такому біологічному процесі, як альтернативний сплайсинг. 